# Interior Gateway Protocol
Interior Gateway Protocol (IGP) は、IPネットワークにおいてAS内部での経路情報の交換に利用されるルーティングプロトコルの総称。ベンダーフリー実装である、RIPやOSPF、IS-ISがある他、シスコシステムズ独自実装であるIGRPやEIGRPが利用されている。

## IGPの種類

### 距離ベクトル型ルーティングプロトコル
距離ベクトル型ルーティングプロトコルは「ベルマン–フォード法」（アルゴリズム）を使用する。
これらのプロトコルでは、各ルータは、完全なネットワーク・トポロジーに関する情報を持たない。
これらは、ほかのルータとの距離値(DV: distance value)を計算してアドバタイズする。また、ほかのルータからも同様にアドバタイズを受信する。
これらのルーティングアドバタイズを受信すると、各ルータは、自身のルーティングテーブルに組み入れる。
次のアドバタイズサイクルでは、ルータはルーティングテーブルから更新された情報をアドバタイズする。
安定した値に各ルータのルーティングテーブルが収束（ネットワーク）するまで、このプロセスが継続される。
これらのプロトコルのは、収束が遅い欠点がある。
距離ベクトル型ルーティングプロトコルの例：
- Routing Information Protocol (RIP)
- Routing Information Protocol Version 2 (RIPv2)
- Routing Information Protocol Next Generation (RIPng), IPv6のサポートとRIPバージョン2の延長
- Interior Gateway Routing Protocol (IGRP)

### リンクステート型ルーティングプロトコル
リンクステート型ルーティングプロトコルでは、各ルータは、完全なネットワーク・トポロジーに関する情報を持っている。
各ルータは、独立してトポロジのローカルな情報を使用し、ネットワーク内のすべての可能な宛先に、各ルータからの最良のネクスト・ホップを計算する。
最良のネクスト・ホップの集合は、ルーティングテーブルを形成する。
これは、隣のルータと各ノードが共有してルーティングテーブルを作成する「距離ベクトル型ルーティングプロトコル」とは対照的である。
「リンクステート型ルーティングプロトコル」は、ノード間でやり取りされる唯一の情報は、接続マップを構築するために使用される情報である。
リンクステート型ルーティングプロトコルの例：
- Open Shortest Path First (OSPF)
- Intermediate System to Intermediate System (IS-IS)

### ハイブリッドルーティングプロトコル
ハイブリッドルーティングプロトコルは、「距離ベクトル型ルーティングプロトコル」および「リンクステート型ルーティングプロトコル」の両方の機能を持っている。
一例として、Enhanced Interior Gateway Routing Protocol (EIGRP)がある。